# Mariampol (gmina)

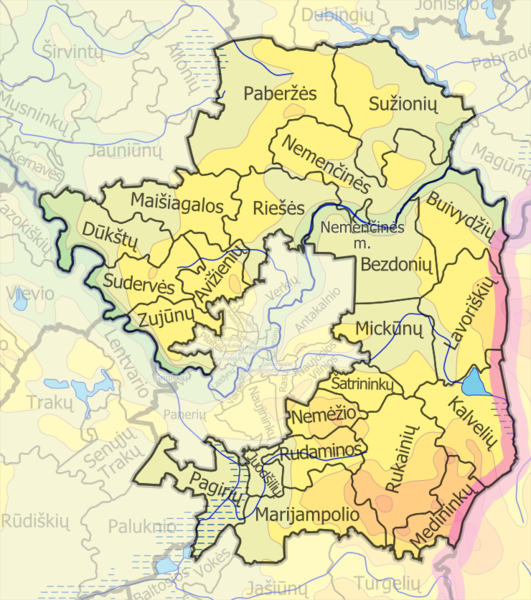
Gmina na mapie rejonu

Gmina Mariampol (lit. Marijampolio seniūnija) – gmina w rejonie wileńskim okręgu wileńskiego na Litwie.
Ośrodek gminy – osiedle Mariampol (870 mieszkańców). Na terytorium gminy jest 35 miejscowości, większe z nich: Porudomino (427 mieszkańców), Kowalki (405 mieszkańców), Taraszyszki (270 mieszkańców), Rakańce (266 mieszkańców).

## Powierzchnia terenu
12 467 ha, z nich – 6758 ha stanowią użytki rolne, 5709 ha – lasy, zbiorniki wodne oraz grunty o innym przeznaczeniu.

## Ludność
3395 osób.

## Skład etniczny (2011)
- Polacy – 62,6%
- Litwini – 23,6%
- Rosjanie – 9,0%

## Infrastruktura
Poczta, szkoła średnia, 2 szkoły podstawowe, szkoła początkowa, przedszkole, 2 biblioteki, filia czarnoborskiej szkoły średniej imienia św. Urszuli Ledóchowskiej w Porudominie, ambulatorium, Centrum Kultury, leśnictwo w Porudominie, kawiarnia, motel, 4 sklepy, 5 pawilonów handlowych, 6 przedsiębiorstw, 56 pracowniczych ogrodów działkowych, kościół, 2 cmentarze, mitologiczny zabytek – głaz “ze śladem stopy diabła” w Mariampolu, dwór Czeplińskiego, leśnictwo w Porudominie i w Migunach.

## Przedsiębiorczość lokalna
Rolnictwo i leśnictwo, usługi świadczone dla mieszkańców, przetwórstwo drewna, produkcja palet drewnianych.

## Miejscowości
W skład gminy Mariampol wchodzi 32 wsi i 3 kolonii (chutorów). Miejscowości w gminie Mariampol:
| - Babanowszczyzna - Bękarty - Bogusze - Chorążyszki - Czernice - Dworzyszcze - Halina | - Hołowacze - Jedlina - Jodczyki - Koczerga - Kowalki - Łopatowszczyzna - Mariampol | - Michałowo - Miguny - Morozówka - Nowe Piktokańce - Okmieniszki - Orliszki - Piktokańce | - Podkawierniszki - Porudomino - Predcieczenka - Rakańce - Rudnicki Las Haliński - Słobódka - Ślepa Korzyść | - Taraszyszki - Wołkowszczyzna - Zagłobie - Zahorze - Zarzeczany - Zaściuny - Zielona |